# Bracon mercator
Bracon mercator är en stekelart som beskrevs av Fabricius 1804. Bracon mercator ingår i släktet Bracon och familjen bracksteklar. Inga underarter finns listade.